# Műkedvelő játék
Műkedvelő játék – a hagyományos népi játékok és az iskolai színpad nyomán kialakult nemhivatásos színjátszás magyar nyelven a romániai magyar kisebbség körében 1918-1992-ig.

## Művelői
Művelői akár irodalmi művek, akár külön műkedvelők számára szerzett darabok, esetleg átdolgozások előadásával lépnek szűkebb közönségük elé; szereplésük nemcsak helyi érdeklődést elégít ki, hanem maguknak a játékosoknak a kifejezésmódját is fejleszti nyelvi és magatartásbeli szempontból egyaránt. Közülük nem egy jeles színész emelkedett ki, s a műkedvelés tervszerű kibontakozásával megszülettek – főleg vidéken, ahol hivatásos színház nincsen – állandósuló intézményként a népszínházak is.

## Mint műfaj
Bár a műkedvelő játék önálló irodalmi műfajként nem határozható meg, a szerzők, folyóiratok és könyvkiadók jóvoltából állandóan jelentkezett az igény műkedvelők számára megfelelő, főleg népszerű darabok megjelentetésére. Az erdélyi magyarság életében a műkedvelő játék kezdettől fogva tömeges igényt elégített ki, s ennek megfelelően hamar került sor gyűjteményes kiadásokra is. Jellemző már 1925-ben id. Kántor Lajos összeállítása, a Magyar Nép Könyvtára sorozatban megjelent Műkedvelők Színműtára, vagy Barta Sándor 1928-ban Kovásznán kiadott Műkedvelők Színháza c. gyűjteménye. 1945-től kezdve négy éven át a JBA jelentetett meg Műkedvelők Színpada c. alatt köteteket, az Irodalmi Könyvkiadó pedig a Műkedvelők Színháza c. sorozattal állt a játékosok rendelkezésére (1960-64). Ezt a célt szolgálta a Művelődés Játékszín c. műsorfüzete is (1979-82).

## Alkalmi darabok
A rendelkezésre álló műkedvelő játék anyagban szerepet játszanak az ünnepekhez kötött alkalmi darabok, mint például Ágoston Ignác Megtalált boldogság (Kolozsvár, 1926) c. karácsonyi életképe, Derzsi Endre ugyanekkor megjelent Árva Julis karácsonya c. kétfelvonásosa "a vasárnapi iskolás gyermekek számára", Fodor Béla Lacika elveszett (Nagykároly, 1928) c. mesejátéka, vagy Havadtői Imre háromfelvonásosa, Az árva karácsonya (Szászváros, 1930) és Péterffi Gyula Karácsony estéjén (Székelykeresztúr, 1933) c. ifjúsági színdarabja.

## Drámák műkedvelő játékhoz (1919-1940)
Monoki István 1919-től 1940-ig terjedő erdélyi magyar könyvbibliográfiájában vegyesen szerepelnek olyan kisdrámák, drámai képek, vígjátékok, népszínművek, történelmi színjátékok, vallásos drámák, mesejátékok és ifjúsági színdarabok, amelyek népszerű tartalmuknál fogva elsősorban a nem hivatásos színjátszók számára voltak igénybe vehetők. A gazdag listából kiemelkedik P. Jánossy Béla Petőfi c. drámai képe (Kolozsvár, 1923), Dálnoki Nagy Lajos Karnevál c. verses vígjátéka (Arad, 1926), Gyallay Pap Domokos Dávid Ferenc búcsúzása (Kolozsvár, 1929) c. történelmi színjátéka, Sebesi Samu A babonások (Kolozsvár, 1932) c. egyfelvonásosa, Horváth Ella szövetkezeti színműve, A szeretet és a boldogság útja (Kolozsvár, 1937), Lévai Lajos Bálványos vára (Székelyudvarhely, 1940) c. darabja, Venczel József Misztériumjátéka (Kolozsvár, 1940).

## 1944 után
Jelentős magyar népi színjátszó csoportok országszerte működtek Romániában a II. világháború után is, küszködve a hatóságok nyomásával, ezek szabad összefogására csak 1989 után került sor. 1991. április 20-án a forradalom városában, Temesváron megalakult a Romániai Magyar Nemhivatásos Színjátszók Egyesülete, mely következő közgyűlésén, Sepsiszentgyörgyön felvette a történelmi hangzású Jádzó Társaság nevet, információs bázist létesítve Sepsiszentgyörgyön, 1992-ben ugyancsak Sepsiszentgyörgyön megtartotta első országos konferenciáját és színi-versenyét.